# Udre Udre
Udre Udre (? – asi 1840) byl fidžijský kmenový náčelník, takzvaný ratu.

## Kanibalismus
V Guinnessově knize rekordů je uveden jako „nejzdatnější kanibal“. Podle všeho snědl v první polovině 19. století mezi 872 a 999 lidmi. Udre Udre si o obětech vedl jednoduchý záznam. Za každého člověka, jehož snědl, umístil na určité místo kámen. Takovýchto kamenů se našlo 872 a tvořily řadu dlouhou asi 180 metrů. Někde kameny chyběly a jejich skutečný počet tak mohl být ještě větší, možná až 999. Celkové množství obětí však není známé a objevují se i výrazně nižší čísla, některé zdroje uvádí pouze 99 lidí.

## Smrt
Neexistuje žádný záznam o přesném důvodu smrti náčelníka Udre Udre, ale pravděpodobně ho zastřelili britští kolonialisté v roce 1840.